# Sliders

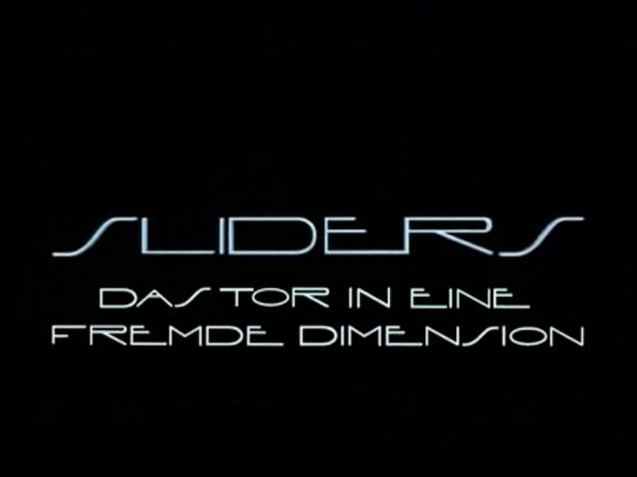
Logo da série de TV Sliders

Sliders (Dimensões Paralelas ou Heróis por Acaso) foi uma série de televisão de ficção científica estadunidense, exibida originalmente de 1995 a 2000. Até a terceira temporada foi exibida pela Fox, que a cancelou. Foi revivida pelo Syfy até seu final. A série enfoca um grupo de viajantes que "deslizam" entre universos paralelos através de uma estrutura conhecida como "buraco de minhoca" (em inglês: wormhole) ou "ponte Einstein-Rosen".
A série foi produzida por Robert K. Weiss e Tracy Tormé.
A série foi filmada em Vancouver, no Canadá, para suas duas primeiras temporadas. As filmagens foram depois mudadas para Los Angeles, Estados Unidos, para as últimas três temporadas.
O elenco era formado por Ken Steadman (in memmorian) Jerry O'Connell (Temporadas 1-4), Cleavant Derricks (Temporadas 1-5), Sabrina Lloyd (Temporadas 1-3), John Rhys-Davies (Temporadas 1-3), Kari Wührer (Temporadas 3-5), Charlie O'Connell (Temporada 4), Robert Floyd (Temporada 5), Tembi Locke (Temporada 5).